# X Factor (seizoen 3)
Het derde seizoen van het van oorsprong Britse televisietalentenjachtprogramma X Factor was in Nederland vanaf 5 februari 2010 op RTL 4 te zien. Het werd gepresenteerd door Wendy van Dijk en Martijn Krabbé en de jury bestond uit Eric van Tijn, Stacey Rookhuizen, Angela Groothuizen en Gordon.
De auditierondes werden in het najaar van 2009 gehouden. Er waren ruim 15.000 deelnemers. De finale vond plaats op 29 mei, tegelijkertijd uitgezonden met de finale van het Eurovisiesongfestival in Oslo. Uiteindelijk wist X Factor te winnen van het Songfestival.
De finale werd uiteindelijk door Jaap van Reesema gewonnen met Angela Groothuizen als coach. Van Reesema won een platencontract bij Sony BMG. Zijn debuutsingle Don't Stop Believin', geschreven en origineel van de band Journey, was uitgebracht voor download net na de finale en CD-format op 29 mei.